# Piaski Wielkie (województwo zachodniopomorskie)
Piaski Wielkie (niem. Paatzig, Kreis Cammin) – wieś w Polsce położona w województwie zachodniopomorskim, w powiecie kamieńskim, w gminie Wolin.

## Położenie
Wieś położona jest około jednego kilometra od drogi krajowej nr 3 Świnoujście-Szczecin, 5 km od Wolina, bezpośrednio nad jeziorem Piaski.

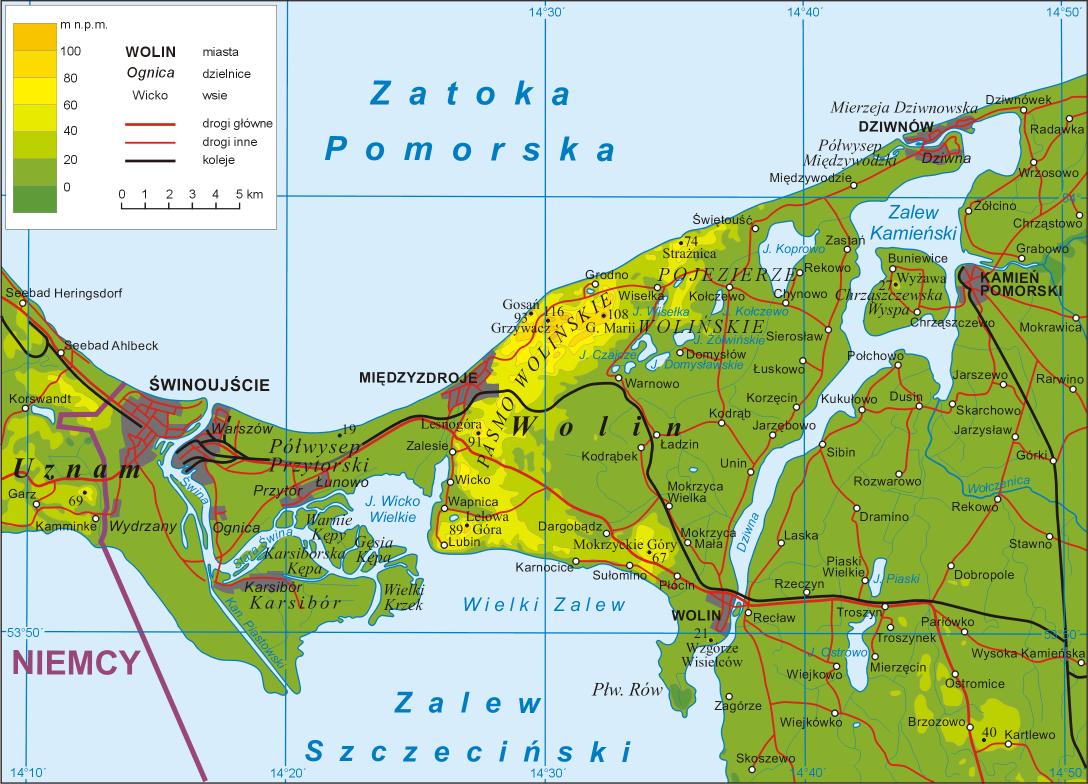
Mapa wyspy Wolin z widoczonymi Piaskami Wielkimi

## Historia
Wieś pochodzi zapewne jeszcze z czasów panowania tu Słowian. Jest to wieś rycerska. Pierwsze wzmianki o miejscowości pochodzą z 1324 roku, gdzie była nazywana Patzke oraz Patzeke i była własnością rodu von Wukemitz.  Następnie przez ponad cztery stulecia, od 1401 roku do 1945 roku, znajdowała się pod kontrolą wpływowego rodu von Flemming z Pomorza. Pierwszym znanym właścicielem był Kurd von Flemming, który w 1401 roku zakupił wieś od Bernda von Muckerwitz. Od XV wieku w miejscowości istniały dwie posiadłości. W 1628 roku jedną z nich posiadał Kaspar von Flemming, a drugą Hans von Knuth. W 1649 roku majątek przeszedł na własność Richarda von Flemming. W 1780 roku na terenie wsi założono folwark. W XVIII wieku pojawia się wzmianka o Casparze Sigmundzie von Flemming, zaś w 1804 roku o Franzie Berndcie Johannie Sigismundzie von Flemming. W 1835 roku pojawia się nazwisko Franz Wilhelma Carla von Flemming. W latach 1910–1939 majątek należał do porucznika Richarda von Flemming. W 1910 roku rozciągał się na obszarze 755 ha ziemi, a w latach 1928-1939 powiększył się do 830 ha.
W latach 1975–1998 miejscowość położona była w województwie szczecińskim.

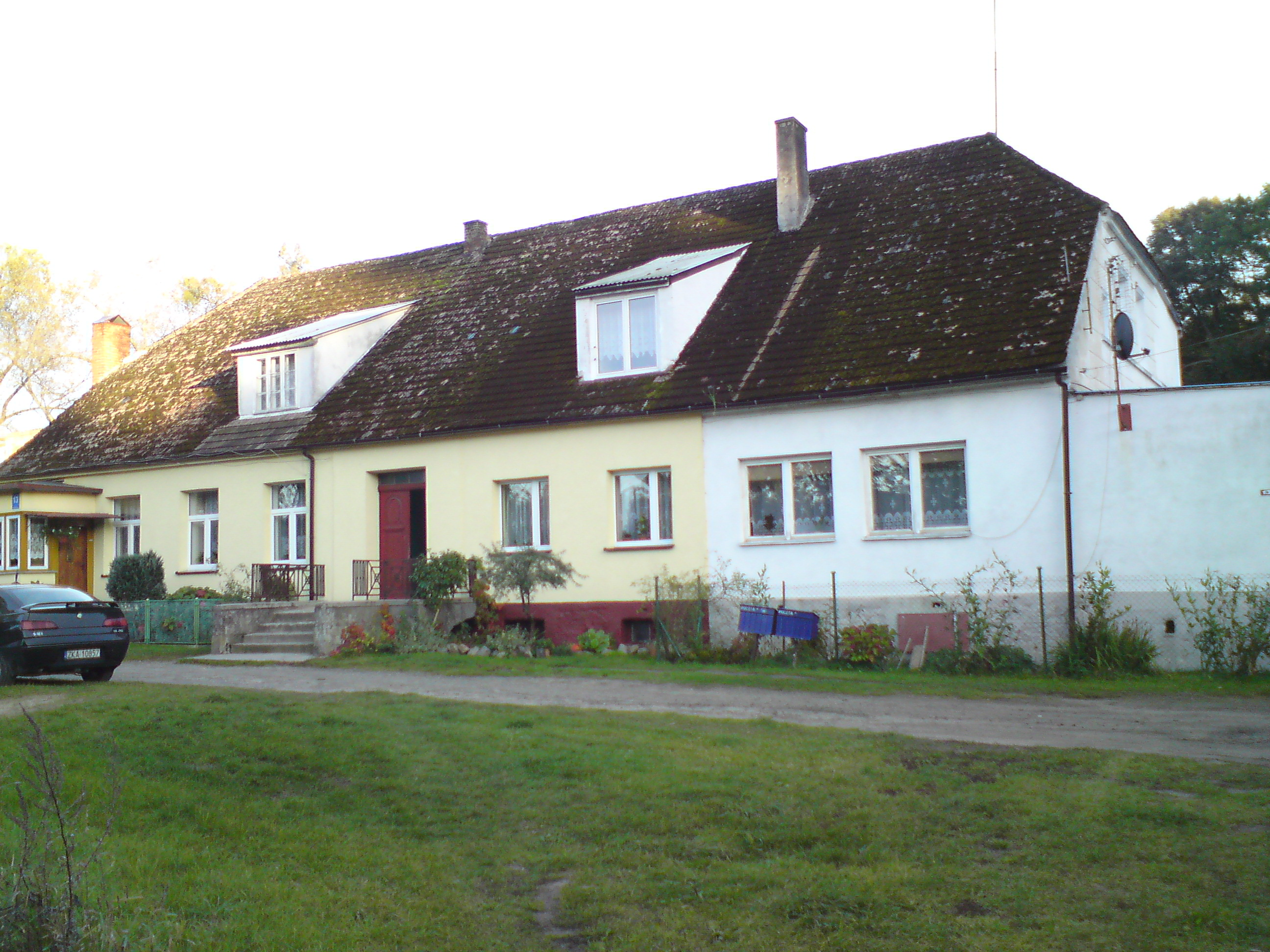
Dom we wsi

## Zabytki
- Dwór w Piaskach Wielkich

## Edukacja
Dzieci z Piask chodzą do szkoły podstawowej w Troszynie, natomiast starsza młodzież uczęszcza do gimnazjum w Wolinie.